# Antikommunizmus

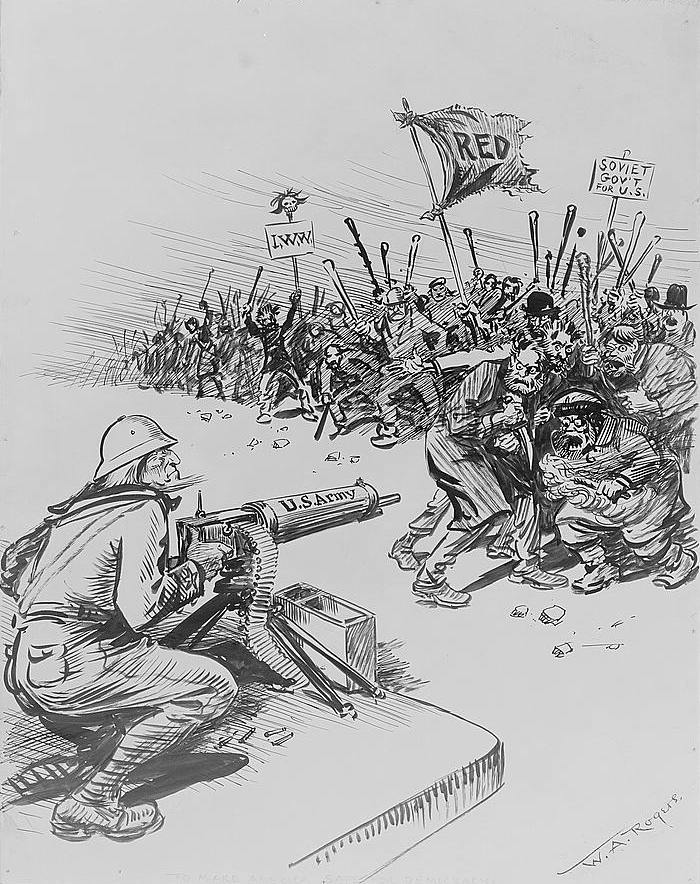
A New York Herald 1919-i címlapja a kommunizmus ellen

Az antikommunizmus politikai ideológia, elvek, eszmék és politikai doktrínák összessége, amelyek a kommunizmusnak illetve a kommunistáknak az ellenfelei. Rendszerüket, elveiket helyteleníti, elveti. A vallásos emberek jelentős része ugyancsak ellenezte a kommunizmust, mivel a vallás többnyire üldözendő jelenség volt a mindenkori szélsőbaloldali rendszerekben.

## Bevezető áttekintés
Az antikommunizmus helyteleníti és elveti a kommunizmus sarkalatos alapelveit. Mivel az antikommunizmus önmagában csak egy tagadás, ezért általában elhatárolódási, védekezési vagy támadási elemként jelentkezik egy-egy ideológiai rendszer vagy politikai doktrína részeként. Az antikommunizmus egy alkotóelem lehet szinte minden olyan eszmerendszerben, amely tart a kommunizmus akár csak egy vonatkozásától is. Ezért az antikommunista jelzővel illethető személyek, mozgalmak és rendszerek listája igen vegyes, mind ideológiailag, mind erkölcsileg.
Antikommunizmus jellegzetes megnyilvánulási formái az osztályok közti osztályharc elvetése, a kisközösségi szükségletet messze meghaladó magántulajdon védelmezése, a tőkés profit- és piacorientáltság hirdetése, az egyéni érdek közösségi érdek fölé emelése, a téridőben lokális érdek globális érdek fölé emelése. Kommunizmus akár csak egy vonatkozását is mutató rendszerekkel vagy társadalmi jelenségekkel való szembenálláskor szinte mindig megjelenik az antikommunizmus.
A kommunizmus felé induló bolsevik irányvonal különböző hibáira válaszként jelentkezik a jogállamiság, a demokrácia, az egyéni jogok és a vallásszabadság hangsúlyozása. Vallásos emberek körében jelentős mértékű az antikommunizmus. Bolsevik irányvonal harcos ateista álláspontjával ellentétben, a kereszténység és kommunista mozgalmak nincsenek kibékíthetetlen ellentétben. Történelmi példa, hogy a kereszténydemokrata Aldo Moro, a 60-as és 70-es évek egyik legtekintélyesebb olasz politikusa, az elrablását és kivégzését közvetlenül megelőzően arra készült, hogy bevonja az egyik legerősebb olaszországi pártot – a kommunista pártot – a kormányt támogató parlamenti többségbe. A hetvenes évek végére az európai kommunisták harcos elméleti vallásellenessége is jelentősen enyhült, a „marxista–keresztény párbeszéd” a marxista „közélet” egyik vitatémája lett.

## Története

### 19. század
Karl Marx és Friedrich Engels 1846-ban hozta létre Brüsszelben a Kommunista Levelező Bizottságot és 1848-ban adták ki a Kommunista kiáltványt. A kapitalizmussal, illetve annak 19. század eleji embertelen formájával radikálisan szemben álló új eszme és a rá épülő mozgalom kezdettől nyugtalansággal töltötte el a gazdasági és politikai életét irányító köröket. Ebben az értelemben a kommunista mozgalom kezdeteitől beszélhetünk kommunizmus-ellenes, antikommunista gondolatról.

„Kísértet járja be Európát – a kommunizmus kísértete. Szent hajszára szövetkezett e kísértet ellen a régi Európának minden hatalma: a pápa és a cár, Metternich és Guizot, francia radikálisok és német rendőrök.”

– Marx - Engels, Kommunista kiáltvány

Az első jelentős gyakorlati tett, amit a kommunista mozgalomhoz kötnek, az 1871-es párizsi kommün volt. Ez eszmei alapjait és politikai irányítását tekintve elsősorban nem a marxi irányzathoz, hanem egyéb szocialista és anarchista eszmei áramlatokhoz kapcsolódott, például nem tűzte ki céljául a magántulajdon felszámolását. Ennek ellenére a kommunista mozgalmak formálódó mitológiájában kiemelt szerep jutott az "első munkásállamnak", és ugyanígy kiemelt jelentőséget tulajdonítottak neki a kommunizmussal szemben álló gondolkodók is. A kommün véres eseményei az uralkodó osztályok körében félelmet keltettek, és ennek hatására úgy Franciaországban mint a német államokban különböző törvényekkel léptek fel a radikális munkásmozgalmakkal, így a marxista irányzattal szemben is.

### 20. század eleje

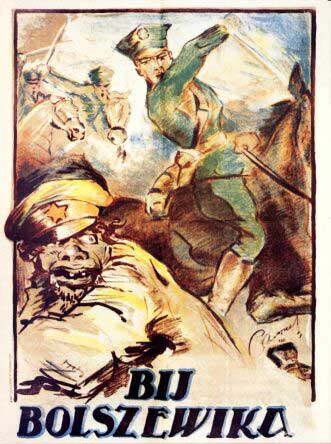
„Üsd a bolsevikot!” – lengyel plakát a lengyel–szovjet háború idejéből

A 20. század eleje a munkásmozgalmak megerősödésének és a különféle szociáldemokrata pártok megjelenésének az ideje. Az első világháborút lezáró orosz forradalom hatására Európa több országában 1919-ben kommunista felkelésekre került sor. Spartacus felkelés Bajorországban, Tanácsköztársaság Magyarországon, felkelések más német államokban, de Olaszországban és Angliában és az Egyesült Államokban is munkástüntetésekre, sztrájkokra került sor. Ennek hatására ismét élénkebbek lettek a radikális antikommunista mozgalmak.
A katolikus egyház antikommunizmusának kezdete XV. Benedek pápa 1920-ban kiadott Pacem, Dei munus pulcherrimum enciklikája. Ezt 1937-ben XI. Piusz pápa a Divini Redemptoris (Az ateista kommunizmusról) enciklikája határozottabban megerősített.

### A két világháború között

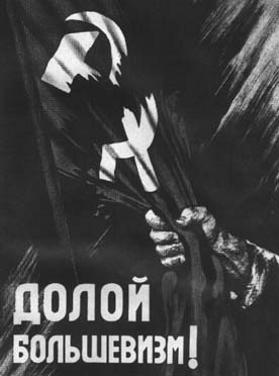
„Le a bolsevizmussal!”, orosz nyelvű német propagandaplakát az 1940-es évekből

Miután a Lenin vezette bolsevikok megszerezték a hatalmat Oroszországban, 1919. március 6-án létrehozták az 1916-ban feloszlatott II. Internacionálé utódjaként a III. Internacionálét ismertebb nevén a Kommunista Internacionálét vagy röviden Kominternt A Komintern alakuló kongresszusán a világ 19 országának kommunista vagy baloldali szociáldemokrata pártja vett rész, a magyar kommunista párt delegációját Rudnyánszky Endre vezette.
A Komintern dokumentumaiban egyértelműen a világforradalom megvalósítását tűzte ki céljául, és ezt 1919 és 1943 között több nyelven kiadott Communist International című elméleti folyóiratában igyekezett terjeszteni. A Komintern megalakulását követő néhány évben megerősödtek a forradalmi mozgalmak Európában és az egész világon, ami egyúttal a velük szembeni félelmek erősödését is maga után vonta.
Németországban létrejött az Antibolsevista Liga (később: ’’Liga a német kultúra védelmében’’). XV. Benedek pápa enciklikában hívta fel a figyelmet a fenyegető veszélyre. Egyre több országban jelentek meg fasiszta pártok, melyek alapvető ideológiájában jelentős szerepet kapott az antikommunizmus.
Az Antikomintern (Gesamtverband Deutscher antikommunistischer Vereinigungen e.V.) 1933-ban alakult Németországban. Ennek a szervezetnek hivatalos célkitűzése volt a Komintern-ideológia befolyása elleni harc. A fasizmus előretörése miatt nemzetközi kapcsolatai ennek a német szervezetnek korlátozottak voltak. 1936-ban a Német Birodalom és a Japán Császárság megköti az Antikomintern paktumot. Ez már, bár formálisan a Kommunista Internacionálé elleni védelmet határozta meg elsődleges céljának, nem a Komintern, hanem a Szovjetunió ellen irányult. 1937-ben csatlakozott az Antikomintern-paktumhoz a Mussolini vezette Olaszország is, még a második világháború kitörését megelőzően 1939 márciusában csatlakozott Magyarország, nem sokkal később Spanyolország is, majd 1941-ben Németország további szövetségesei: Románia, Finnország, Horvátország, Szlovákia és Bulgária.

### A hidegháború ideje (1946-1989)
Winston Churchill 1946. március 5-én elmondott fultoni beszéde a vasfüggöny fogalmával együtt az antikommunizmus újabb megerősödését hozta elsősorban az Amerikai Egyesült Államokban és az angolszász országokban. Nyugat-Európa országaiban (Franciaország, Olaszország) ekkor nagyon erős kommunista pártok léteztek, ezért itt az antikommunizmus nyílt fellépése korlátok közzé volt szorítva.
Amerikában a Republikánus Párt az antikommunizmust mint első számú politikai fegyvert használta fel a Demokrata párt és a liberálisok ellen összemosva azokat a kommunistákkal. 1950-ben McCarthy szenátor által vezetett szenátusi bizottságban indult meg a kommunisták boszorkányüldözése. A deklarált cél a szövetségi kormány soraiban feltételezett kommunista és szovjet ügynökök „leleplezése” volt. Kommunista ügynököket kerestek a külügyminisztériumban, a Fehér Házban, a katonaságnál és a tudományos életben.
1953-ban Sztálin halálát követően, Nyikita Szergejevics Hruscsov megváltoztatta az SZKP programját, és törölte a világforradalmat, mint elérendő célt belőle. Ez a NATO szövetségesek között az antikommunizmus hevességét is csökkentette. Bár az 1960-as évek végéig különböző válságok (U2, Szuezi válság, magyar forradalom, Kubai rakétaválság stb.) újra és újra fellobbantották azt.
1960-as évek végétől megváltozott a Nyugat antikommunizmusa. Egyrészt elfogadták a Hruscsov által szorgalmazott békés együttélés elvét. Más részt az agresszív antikommunista propagandát felváltotta a fellazítás politikája. Ez az együttműködési készség a visszafogott antikommunista kritikával a keleti blokk 1989-es összeomlásáig tartott.

### Napjainkban
Napjainkban a szélsőségesen baloldali eszméket képviselő pártok visszaszorulásával, illetve a baloldali parlamenti pártok Európa-szerte megfigyelhető „totális kapitalizálódásával” az antikommunizmus Európában sokat vesztett aktualitásából. Azonban a világban még sok helyen találkozhatunk totalitárius kommunista rezsimekkel, amelyek mind a mai napig sorozatosan megsértik az emberek alapvető szabadságjogait. Elsődlegesen történelemtudományi szempontból lenne szükséges a kommunista múlt eseményeivel történő szembenézésre, annak objektív feldolgozására. Latin-Amerikában pedig erősödő szélsőbaloldali tendenciák figyelhetőek meg.
Az Európa Tanács Parlamenti Közgyűlése 2006. január 25-ei ülésén elfogadott 1481. számú határozatában határozottan elítélte az emberi jogoknak a totalitárius kommunista rezsimek által elkövetett tömeges megsértését, együttérzését, megértését és elismerését kifejezve az áldozatok iránt. Egyúttal felszólította tagállamainak valamennyi olyan kommunista és posztkommunista pártját, amely ezt még nem tette meg, hogy értékeljék újra a kommunizmus történelmét és saját múltjukat, világosan határolják el magukat a totalitárius kommunista rezsimek által elkövetett bűnöktől és félreérthetetlenül ítéljék el azokat. A Közgyűlés e határozatot annak 14. pontja szerint azzal a meggyőződéssel hozta, hogy a nemzetközi közösség e világos álláspontja a további megbékéléshez vezető utat építi.

## Antikommunista mozgalmak a világ országaiban

### Németország
A weimarizálódó Németországban a Spartacus-felkelés, illetve az 1918-as összeomlás után sorra alakultak meg a rendteremtést zászlajukra tűző paramilitáris szervezetek, tiszti különítmények (Freikorpsok). Ezek egyik része kommunista volt, másik része a kommunista-anarchista lázadók ellen lépett fel, sokszor igen keményen. Az antikommunista szerveződések közül kiemelkedett a nemzetiszocialista mozgalom, amely gyakran utcai összetűzésbe keveredett a szintén szervezett formát öltő kommunista félkatonai szervezetekkel Igazán az 1933-as nemzetiszocialista hatalomátvétel után erősödött fel a kommunisták üldözése. A Reichstag felgyújtásával a kommunistákat vádolta a Harmadik Birodalom, és ez a vád szolgált indokul az ellenük irányuló akciókra. Sokukat koncentrációs táborba (például a dachaui koncentrációs táborba) zárták, a mozgalom vezetőit a háború vége felé kivégezték (Ernst Thälmann).
1945 után az NSZK-ban főleg szovjetellenes éllel jelent meg az antikommunizmus, különösen a berlini fal 1961-es felhúzása után. Jelenleg az NPD masszívan kommunistaellenes párt Németországban.

### Olaszország
Benito Mussolini 1922-es Rómába menetelése után épült ki a fasiszta rendszer, ami élesen szembenállt a kommunizmussal.

### Spanyolország
Franco tábornok polgárháborús győzelme után a rendőrség hajtóvadászatot indított az egykori köztársaság funkcionáriusai, így a kommunista párt tagjai után is. Utóbbiaknak bujkálniuk kellett, az elfogott tagokat börtönbe zárták.

### Egyesült Államok
Főleg az 1950-es években, a hírhedt McCarthy-korszakban voltak antikommunista kilengések, koncepciós pereket idéző ítéletek, például az atomkémek ügyében. Ekkoriban a CIA nagyon sok ártatlan embert meghurcolt, kémkedéssel, kommunista izgatással vádolva őket.

## Magyarországon
Az alsólendvai ellenforradalom volt Magyarországon az első mozgalom, amely a kommunista Tanácsköztársaságot próbálta megbuktatni. A hatalomátvételi kísérlet 1919. április 21. és április 22. között Alsólendván, Zala vármegyében zajlott, azonban hamarosan a kommunista erők letartoztatták a szervezők, és több hónapig internálták őket.
Magyarországon az első antikommunista akciónak a fehérterror tekinthető: az 1919-es Magyar Tanácsköztársaság bukása (1919. augusztus 1.) után a Horthy-korszak elején tiszti különítmények keresték meg és vonták felelősségre a kommunista vezetőket (illetve sokszor csak egyszerű embereket, akik legfeljebb csak közvetve voltak felelőssé tehetőek a Tanácsköztársaság alatt történtekért), a Tanácsköztársaság idején szerepet vállaló személyeket, illetve az azzal szimpatizáló értelmiségieket, közéleti szereplőket. A fehérterrornak a higgadtabb történészi értékelések szerint nagyságrendileg ugyanannyi áldozata volt mint a megelőző vörösterrornak (500-600 között, esetleg több, de jóval 1000 alatt), bár a Horthy- és a Kádár-korszakra, valamint a baloldali emigrációra is jellemző volt, hogy az ellenpólus által elkövetett gyilkosságok számát igyekeztek eltúlozni (Böhm Vilmos hadügyi népbiztos, ill. a szintén emigráns Jászi Oszkár pl. teljesen irreálisan 5000 körülire tette az áldozatok számát); ezeknek a túlzásoknak időnként a külföldi történelemtudomány is hitelt adott). Létezik 300-as becslés is. Ugyanakkor a kommunista rendszer legfelsőbb szintjén álló személyek (pl. Kun Béla) jórészt emigráltak, így csak a kisebb, helyi szervezőket, illetve annak mondott személyeket érték el a tiszti különítmények. A „fehérterrortól” függetlenül, számos értelmiségi, aki különféle okok miatt támogatta a tanácskormányt, vagy a Vörös Hadsereget, elvesztette állását, vagy hasonló retorziót szenvedett el.
A Horthy-rendszer idején a Kommunisták Magyarországi Pártja csak illegalitásban működhetett, a tetten ért tagjait börtönbe csukták. Így számos, később fontos beosztásokba került káder került ekkoriban a börtönbe, többek között Rákosi Mátyás, Gerő Ernő, Korvin Ottó, Rajk László, Kádár János is. Ahogy közeledett a háború, úgy erősödtek mind a szélsőbal, mind a szélsőjobb mozgalmak. Ez ellen a rendszer mind erősebb letartóztatási hullámokkal felelt. (Mind a nyilas, mind a kommunista párt felé.) A kommunistákat munkaszolgálatosként küldték ki a keleti frontra.
A háború után a kiépülő brutális diktatúrát nem nézte jó szemmel a parasztság, főleg a Viharsarokban voltak jelentős megmozdulások. A Fehér Gárda nevű mozgalom Hódmezővásárhely és Orosháza környékén szerveződött, tagjaira az ÁVH lecsapott, 2 vezetőjét kivégezték, 22 tagját Kistarcsára internálták.
A legnagyobb magyarországi antikommunista megmozdulás az 1956-os forradalom volt. Bár a forradalmat értelmiségi körök kezdetben kifejezetten baloldali reformmozgalomnak gondolták, hamar kiderült, hogy ez utópisztikus elgondolás, és megkezdődött a szovjetellenes szabadságharc, utóbbi már kifejezetten antikommunista ideológiával és retorikával. A Rákosi-rendszer kommunista diktatúrájára és terrorjára válaszul kirobbant forradalomban több kommunistát és ávóst meggyilkoltak. A forradalmat a Budapestre 1956. november 4-én bevonuló szovjet csapatok verték le, bár harcok később is folytak.
A Kádár-korszak alatt az ellenzéki, antikommunista nézeteket elhallgattatták, a forradalom megtorlásával, valamint a kommunista rendszer részleges átalakulásával létrejött a kádári közmegegyezés, miszerint a rendszer viszonylagos jólétet biztosít, amennyiben az emberek elnézik annak eredetét. Így Magyarországon magasabb volt az életszínvonal, mint más, szomszédos kommunista országokban (Jugoszláviát leszámítva, ahol nem állomásoztak szovjet csapatok), viszont nem voltak a rendszer megdöntésére irányuló akciók, mint például Lengyelországban. A „demokratikus ellenzék” az 1980-as évek legelején jelent meg . A kommunista rendszer gyakorlatilag magától esett szét, gazdasági és erkölcsi okokból.
A rendszerváltozás óta elsősorban a jobboldali pártok alapeleme az antikommunizmus, a Fidesz, KDNP, (régi) MDF, MIÉP, Jobbik (és 1994-ig az SZDSZ) retorikájában található meg. Az antikommunizmus különösen az 1989-es rendszerváltozás óta erősödött fel a közép-európai térségben. Nagyon sok bírálója azt veti a szemére a régi rendszer követőinek, hogy a mai napig nem történt meg az akkori bűnösök felelősségre vonása és elszámoltatása. Gondolnak itt elsősorban a Rákosi Mátyás nevével fémjelzett terrorra, de az 1956-os események és azt követő megtorlások is számos emberben hagytak mély sebeket. Ugyancsak többen sérelmezik, hogy az egykori MSZMP, KISZ több magas rangú funkcionáriusa átmentette gazdasági-politikai hatalmát az új, piacgazdasági rendszerbe, de volt MSZMP-funkcionáriusok megtalálhatóak még több párt soraiban is.